# Podrochale
Podrochale [pɔdrɔˈxalɛ] est un village polonais, situé dans la Powiat de Varsovie-ouest et dans la voïvodie de Mazovie dans le centre-est de la Pologne.
Le village a une population de 42 habitants en 2000.